# Воїни духу
«Воїни духу» — український документальний фільм 2017 року про останні 5 днів героїчної оборони Донецького аеропорту. Фільм містить унікальні історії бійців, що обороняли Донецький аеропорт та метеостанцію, розказані ними самими. 
Прем'єра в Україні відбулася 19 січня 2017 року. Допрем’єрний показ фільму відбувся 13 січня 2017 року у Запоріжжі у кіноконцертному залі ім. О. Довженка.   
Тривалість фільму — 48 хвилин.

## Творча група
Режисерки та авторки сценарію — Тетяна Кулаковська та Анна Мартиненко. Авторки відзняли фільм власним коштом.
Музика —  Орест Лютий та Katya Chilly Group.

## Про фільм
«Воїни духу» — це унікальна розповідь про героїчну оборону донецького аеропорту та виборювання метеостанції. Воїни, які вижили в епіцентрі вибуху нового терміналу Донецького аеропорту, розказують, як рятували побратимів, закривали очі загиблим товаришам, були у полоні, повернулися і живуть в Україні.
Серед героїв фільму:  Анатолій Свирид — кіборг (Спартанець); Руслан Боровик — кіборг (Багдад).